# Velký Rozsutec
El Veľký Rozsutec és una muntanya de 1.609 metres situada a la serralada de Malá Fatra a la regió de Žilina, Eslovàquia. El cim es troba a la part nord de Malá Fatra, anomenada Krivánska Malá Fatra i forma part del Parc Nacional de Malá Fatra així com de la Reserva Natural Nacional de Rozsutec des de 1967.
Al Veľký Rozsutec i l'àrea circumdant i proliferen diferents espècies de plantes i animals, algunes d'elles endèmiques, i conté un rar terreny càrstic.